# تاريخ جمهورية الكونغو الديمقراطية

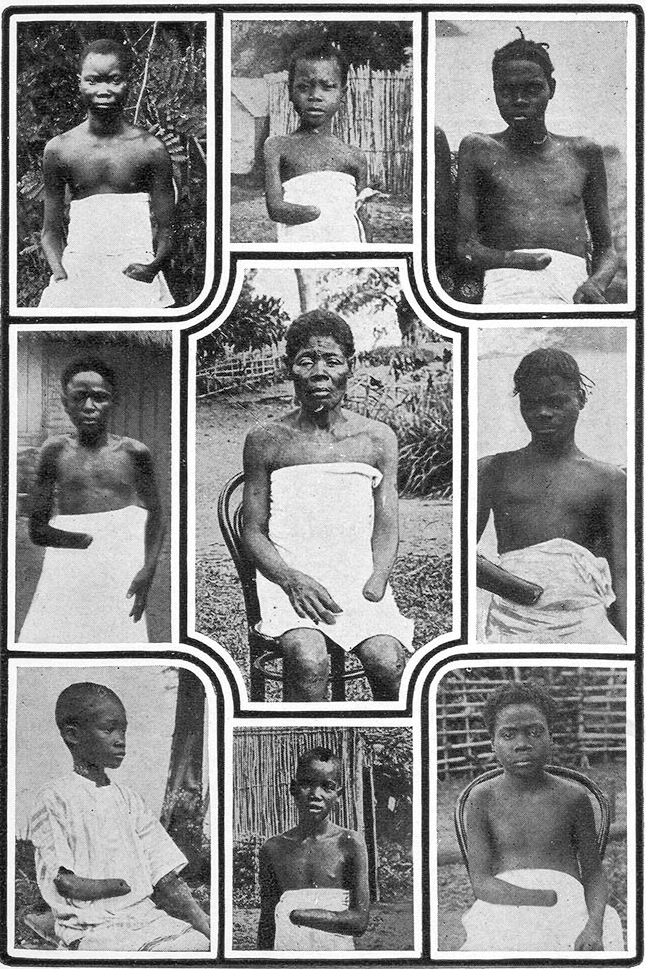

اكتُشفت في التسعينيات من القرن العشرين أقدم بقايا بشرية في جمهورية الكونغو الديمقراطية، التي تعود إلى نحو 90 ألف سنة مضت. بدأت تظهر أولى الولايات الحقيقية مثل كونغو، ولوندا، ولوبا، وكوبا جنوب الغابة الاستوائية في السافانا اعتبارًا من القرن الرابع عشر فصاعدًا.
سيطرت مملكة الكونغو على جزء كبير من غرب ووسط إفريقيا بما في ذلك ما يعرف الآن بالجزء الغربي من جمهورية الكونغو الديمقراطية بين القرن الرابع عشر وأوائل القرن التاسع عشر. في أوج قوتها بلغ عدد سكانها 500 ألف نسمة، وكانت تُعرف عاصمتها باسم مبانزا كونغو (جنوب ماتادي، في أنغولا الحديثة). في أواخر القرن الخامس عشر، وصل البحارة البرتغاليون إلى مملكة الكونغو، ما أدى إلى فترة عظيمة من الازدهار وتوطيد السلام، إذ أسست سلطة الملك على التجارة البرتغالية. شن الملك أفونسو الأول (1506-1543) غارات على المقاطعات المجاورة ردًا على طلب البرتغاليين للعبيد. بعد وفاته، شهدت المملكة أزمة عميقة.
حدثت تجارة العبيد عبر الأطلسي في الفترة الممتدة من عام 1500 إلى عام 1850 تقريبًا، واستهدفت الساحل الغربي لأفريقيا بأكمله، لكن المنطقة المحيطة بمصب نهر الكونغو عانت من الاستعباد المكثف بشكل أكبر. فعلى امتداد شريط من الخط الساحلي يبلغ طوله نحو 400 كيلومتر (250 ميل)، استعبد نحو 4 ملايين شخص وأرسلوا عبر المحيط الأطلسي إلى مزارع السكر في البرازيل والولايات المتحدة ومنطقة البحر الكاريبي. اعتبارًا من عام 1780 فصاعدًا، تزايد الطلب على العبيد في الولايات المتحدة ما أدى إلى استعباد المزيد من الناس. بحلول عام 1780، جرى شحن أكثر من 15,000 شخص سنويًا من ساحل لوانغو، شمال الكونغو.
في عام 1870، وصل المستكشف هنري مورتون ستانلي إلى الكونغو واستكشف ما يعرف الآن بالاستعمار البلجيكي لجمهورية الكونغو الديمقراطية، الذي بدأ في عام 1885 عندما أسس ليوبولد الثاني ملك بلجيكا دولة الكونغو الحرة وحكمها. غير أن تحقيق السيطرة الفعلية على مثل هذه المساحة الضخمة استغرق عقودًا من الزمان. بُنيت العديد من المواقع الاستيطانية لتوسيع سلطة الدولة على هذه المنطقة الشاسعة. في عام 1885، أُنشئت القوة الشعبية، وهي جيش استعماري يضم ضباطًا بيضًا وجنودًا سودًا. في عام 1886، جعل ليوبولد كاميل جانسن أول حاكم بلجيكي عام للكونغو. في أواخر القرن التاسع عشر، وصل عدد من البعثات التبشيرية المسيحية (بما فيها الكاثوليكية والبروتستانتية) إلى البلاد بهدف تحويل السكان المحليين. بُنيت سكة حديد بين ماتادي وستانلي بول في التسعينيات من القرن العشرين. أدت التقارير عن انتشار القتل والتعذيب وغيرها من الانتهاكات في مزارع المطاط إلى غضب دولي وبلجيكي، ونقلت الحكومة البلجيكية السيطرة على المنطقة من ليوبولد الثاني وأُنشئت الكونغو البلجيكية في عام 1908.
بعد ثورة الشعب الكونغولي، استسلمت بلجيكا، ما أدى إلى استقلال الكونغو في عام 1960. لكن الكونغو ما زالت غير مستقرة؛ بسبب امتلاك القادة الإقليميين سلطة أكثر من الحكومة المركزية، فحاولت كاتانغا الحصول على الاستقلال بدعم من بلجيكا. حاول رئيس الوزراء باتريس لومومبا استعادة النظام بمساعدة الاتحاد السوفيتي كجزء من الحرب الباردة، ما دفع الولايات المتحدة إلى دعم الانقلاب الذي قاده العقيد جوزيف موبوتو في عام 1965. سرعان ما استولى موبوتو على السلطة الكاملة في جمهورية الكونغو الديموقراطية وغيّر اسمها إلى زائير. سعى أيضًا إلى أفرقة الدولة وغيّر اسمه إلى موبوتو سيسي سيكو وطالب المواطنين الأفارقة بتغيير أسمائهم الغربية إلى الأسماء الإفريقية التقليدية. سعى موبوتو إلى قمع أي معارضة لحكمه، وهو ما نجح به طوال الثمانينيات من القرن العشرين. لكن ضعف نظامه في التسعينيات من القرن العشرين اضطره إلى الموافقة على حكومة تقاسم السلطة مع حزب المعارضة. بقي موبوتو رئيسًا للدولة ووعد بإجراء انتخابات في غضون العامين القادمين لم تحدث قط.
أثناء حرب الكونغو الأولى، غزت رواندا زائير، وخسر موبوتو سلطته خلال هذه المرحلة. في عام 1997، تولى لوران ديزيريه كابيلا السلطة وأعاد تسمية الدولة بجمهورية الكونغو الديمقراطية. بعد ذلك اندلعت حرب الكونغو الثانية، وأسفرت عن حرب إقليمية شاركت فيها دول أفريقية مختلفة وقُتل فيها الملايين من الناس أو شُردوا. اغتيل كابيلا على يد حارسه الشخصي في عام 2001، وخلفه ابنه جوزيف، ثم انتخبته الحكومة الكونغولية في عام 2006. سارع جوزيف كابيلا إلى البحث عن السلام. بقي الجنود الأجانب في الكونغو لبضع سنوات وأُنشئت حكومة تقسام السلطة بين جوزيف كابيلا وحزب المعارضة. استأنف جوزيف كابيلا في وقت لاحق سيطرته الكاملة على الكونغو ثم أعيد انتخابه في انتخابات متنازع عليها في عام 2011. في عام 2018، انتُخب فليكس تشيسكيدى رئيسًا للكونغو، في أول انتقال سلمي للسلطة منذ الاستقلال.

## التاريخ المبكر
كانت المنطقة المعروفة الآن باسم جمهورية الكونغو الديمقراطية مأهولة بالسكان منذ 80 ألف سنة مضت، حسبما اتضح من اكتشاف سيمليكي لحربة في كاتاندا في عام 1998، وتعد إحدى أقدم الحربات الشائكة التي عُثر عليها، ويُعتقد أنها استخدمت لصيد أسماك السلور النهرية العملاقة. يظهر من السجل التاريخي أن المنطقة عرفت أيضًا باسم الكونغو، ودولة الكونغو الحرة، والكونغو البلجيكية، وزائير.         
وُجدت مملكة الكونغو من القرن الرابع عشر إلى أوائل القرن التاسع عشر، وكانت القوة المهيمنة على المنطقة إلى جانب مملكة لوبا، ومملكة لوندا، وشعب المونغو، ومملكة أنزيكو حتى وصول البرتغاليين.